# Dél-amerikai gilisztagőtefélék
A dél-amerikai gilisztagőtefélék (Rhinatrematidae) a gerincesek (Vertebrata) altörzsébe a kétéltűek (Amphibia) osztályába és a lábatlan kétéltűek (Gymnophiona) rendjébe tartozó család.

## Előfordulásuk
Dél-Amerika trópusi területein fordulnak elő.

## Rendszerezés
A családba az alábbi 2 nem és 9 faj tartozik.
- Epicrionops (Boulenger, 1883) – 8 faj
  - Epicrionops bicolor
  - Epicrionops columbianus
  - Epicrionops lativittatus
  - Epicrionops marmoratus
  - Epicrionops niger
  - Epicrionops parkeri
  - Epicrionops peruvianus
  - Epicrionops petersi
- Rhinatrema (Duméril & Bibron, 1841) – 1 faj
  - kétvonalas gilisztagőte (Rhinatrema bivittatum)